# أماني (كوه بنج)
أماني (بالفارسية: امانی) هي قرية تقع في إيران في البلدة المركزية.